# Petenaea cordata
Petenaea cordata je jediný zástupce čeledi Petenaeaceae vyšších dvouděložných rostlin z řádu Huerteales. Je to pohledný keř až strom se srdčitými listy a bezkorunnými květy v bohatých latovitých květenstvích. Vyskytuje se v jižním Mexiku a přilehlé oblasti Střední Ameriky.
Zařazení rodu v rámci taxonomie bylo dlouho nejisté, v systému APG IV z roku 2016 je zařazen do samostatné čeledi v rámci řádu Huerteales.

## Popis
Petenaea cordata je keř až nevysoký strom s jednoduchými srdčitými listy. Listy jsou zašpičatělé, s drobně zubatým okrajem a dlanitou žilnatinou. Řapík je červený. Palisty jsou drobné, trojúhelníkovité. Květy jsou uspořádané v bohatých, dlouze stopkatých latách. Větévky a stopka květenství jsou červené, bíle vlnaté. Kalich je čtyř nebo pětičetný, s téměř volnými, kopinatými kališními lístky pokrytými růžovými chlupy. Koruna chybí. Tyčinek je 8 až 12 a jsou volné. Semeník obsahuje 4 nebo 5 komůrek s mnoha vajíčky. Plodem je laločnatá bobule s mnoha drobnými semeny.

## Rozšíření
Druh se vyskytuje na relativně nevelkém území v oblasti jižního Mexika (státy Chiapas a Tabasco), v Guatemale a Belize. Roste v sezónně suchých i deštných lesích, zejména na otevřenějších stanovištích, jako jsou kraje cest, břehy jezer a podobně.

## Taxonomie
Druh Petenaea cordata byl popsán v roce 1962. Jeho zařazení do čeledi bylo dlouho nejisté vzhledem k neobvyklé kombinaci znaků. Nejprve byl zařazen mezi Elaeocarpaceae, později přeřazen do čeledi Tiliaceae, která byla v systému APG sloučena s čeledí Malvaceae. V APG II byl na základě studie z roku 2009 provizorně umístěn v čeledi Muntingiaceae, výsledky studie však nebyly dostatečně průkazné a její záběr dostatečně široký. V APG III byl z čeledi vyjmut a veden jako taxon s nejasnou pozicí. V roce 2010 vyšla studie která na základě molekulárních analýz s dostatečně širokým záběrem objasňuje jeho pozici v systému a v APG IV je zařazen do samostatné monotypické čeledi Petenaeaceae v rámci řádu Huerteales. Sesterskou skupinou je čeleď Gerrardinaceae, zastoupená 2 druhy v subsaharské Africe.